# Giuseppe Piazzi
Giuseppe Piazzi (16 iulie 1746 -  22 iulie 1826) a fost un preot catolic italian din Ordinul Clericilor Divinei Providențe, matematician și astronom. El s-a născut în Ponte in Valtellina, Provincia Sondrio și a murit la Napoli. El a înființat un observator astronomic la Palermo, numit acum Osservatorio Astronomico di Palermo -. Giuseppe S. Vaiana.
Probabil că este cel mai faimos pentru descoperirea planetei pitice 1 Ceres la 1 ianuarie 1801.

## Descoperiri notabile

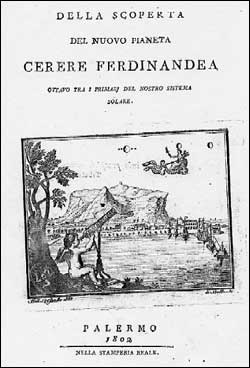
Coperta cărţii lui Piazzi Della scoperta del nuovo pianeta Cerere Ferdinandea.

Piazzi a observat, începând din 1801, asteroidul Ceres. Ceres, desemnată și prin 1 Ceres, este cea mai mică planetă pitică cunoscută din Sistemul Solar și singura situată în centura de asteroizi. Cu un diametru de vreo 950 km, Ceres este cel mai mare și mai masiv obiect din această centură de asteroizi, aflat între orbitele planetelor Marte și Jupiter.
Inițial, Piazzi a denumit acest asteroid Ceres Regele Ferdinand, referindu-se la zeița romană cu același nume și la regele Ferdinand al III-lea al Siciliei (cunoscut și ca Ferdinand al IV-lea al Neapolelui, care a devenit, în 1816 Ferdinand I al celor Două Sicilii); referirea la regele Ferdinand nu a fost considerată acceptabilă de diferite țări europene și a fost eliminat.
În 1802, a făcut, cu succes, observații asupra schimbării oblicității eclipticii, iar în 1805, cercetări asupra paralaxei anuale a câtorva stele principale.
A publicat și un Catalog al unui număr de 6784 de stele (Bouillet spune: 7646 de stele), pozițiile lor fiind pentru anul 1800; ediția mai corectă este cea din 1814.

## Opere
- Della specula astronomica di Palermo libri quatro (Palermo, 1792)
- Sull'orologio Italiano e l'Europeo (Palermo, 1798)
- Della scoperta del nuovo pianeta Cerere Ferdinandea (Palermo, 1802)
- Praecipuarum stellarum inerrantium positiones mediae ineunte seculo 19. ex observationibus habitis in specula Panormitana ab anno 1792 ad annum 1802. (Palermo, 1803)
- Præcipuarum stellarum inerrantium positiones mediæ ineunte seculo XIX ex obsrvationibus habitis in specula Panormitana ab anno 1792 ad annum 1813. (Palermo, 1814)  PDF copie
- Codice metrico siculo (Catania, 1812)
- Lezioni di astronomia (Palermo, 1817) t. 1, t. 2
- Ragguaglio del Reale Osservatorio di Napoli eretto sulla collina di Capodimonte (Napoli, 1821).